# Lagarrigue (Tarn)
Lagarrigue is een gemeente in het Franse departement Tarn (regio Occitanie) en telt 1641 inwoners (1999). De plaats maakt deel uit van het arrondissement Castres.

## Geografie
De oppervlakte van Lagarrigue bedraagt 4,9 km², de bevolkingsdichtheid is 334,9 inwoners per km².

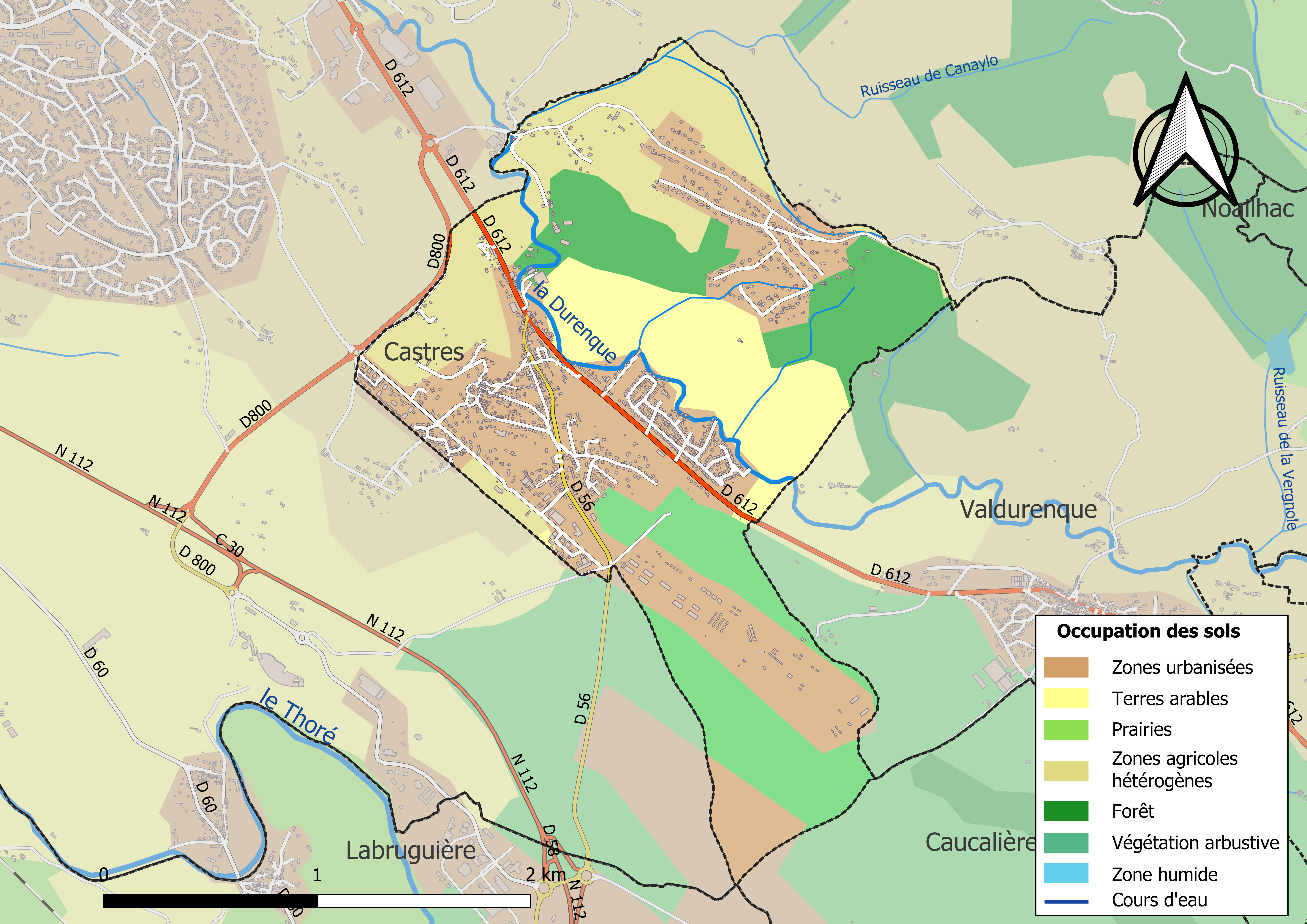
Kaart van de gemeente met de belangrijkste infrastructuur, bodemgebruik en omliggende gemeenten

## Demografie
Onderstaande figuur toont het verloop van het inwonertal (bron: INSEE-tellingen).